# Pycnochromis amboinensis
Pycnochromis amboinensis là một loài cá biển thuộc chi Pycnochromis trong họ Cá thia. Loài này được mô tả lần đầu tiên vào năm 1871.

## Từ nguyên
Từ định danh amboinensis được đặt theo tên gọi của đảo Ambon (thuộc quần đảo Maluku, Indonesia), nơi mà mẫu định danh của loài cá này được thu thập (–ensis: hậu tố biểu thị nơi chốn trong tiếng Latinh).

## Phân loại học
P. amboinensis trước đây được xếp vào chi Chromis, nhưng theo kết quả phân tích hình thái vào năm 2021 thì loài này đã được chuyển sang chi Pycnochromis.

## Phạm vi phân bố và môi trường sống
Từ đảo Giáng Sinh và quần đảo Cocos (Keeling) (đều là những vùng lãnh thổ của Úc), P. amboinensis được phân bố trải dài về phía đông đến quần đảo Marshall, quần đảo Samoa và Tonga, ngược lên phía bắc đến quần đảo Yaeyama (Nhật Bản), xa về phía nam đến các bang Tây Úc và Queensland (Úc).
Ở Việt Nam, loài cá này được ghi nhận tại cù lao Chàm (Quảng Nam) và quần đảo Trường Sa; vịnh Nha Trang (Khánh Hòa); cũng như tại Côn Đảo.
P. amboinensis sống tập trung ở khu vực có nhiều san hô phát triển trên các rạn viền bờ và trong đầm phá ở độ sâu khoảng 5–70 m; cá con thường sống trên các cụm san hô nhánh, còn cá trưởng thành sống chủ yếu gần các hang hốc.

## Mô tả
P. amboinensis có chiều dài cơ thể lớn nhất được ghi nhận là 10 cm. Cơ thể có màu nâu xám. Vây bụng và vây hậu môn có màu trắng. Phía cuối vây lưng và vây hậu môn gần như trong suốt. Có đốm màu vàng ở gốc vây ngực. Đuôi  xẻ thùy, có các tia vây vươn dài thành sợi ở chóp thùy; hai thùy đuôi có dải viền màu nâu sẫm. Mắt có sọc đen băng qua đồng tử.
Số gai ở vây lưng: 12; Số tia vây ở vây lưng: 12–13; Số gai ở vây hậu môn: 2; Số tia vây ở vây hậu môn: 12–13; Số tia vây ở vây ngực: 16–17; Số gai ở vây bụng: 1; Số tia vây ở vây bụng: 5; Số vảy đường bên: 13–14; Số lược mang: 26–29.

## Sinh thái học
Thức ăn của P. amboinensis là những loài động vật phù du. Chúng thường sống đơn độc, đôi khi hợp thành từng nhóm nhỏ hoặc bơi theo cặp trên các rạn san hô.
Cá đực có tập tính bảo vệ và chăm sóc trứng; trứng có độ dính và bám vào nền tổ.